# Reutigen
Reutigen ist eine Einwohnergemeinde im Schweizer Kanton Bern. Sie gehört zum Verwaltungskreis Thun.
Neben der Einwohnergemeinde existieren unter demselben Namen auch eine Burgergemeinde und eine evangelisch-reformierte Kirchgemeinde.

## Geographie

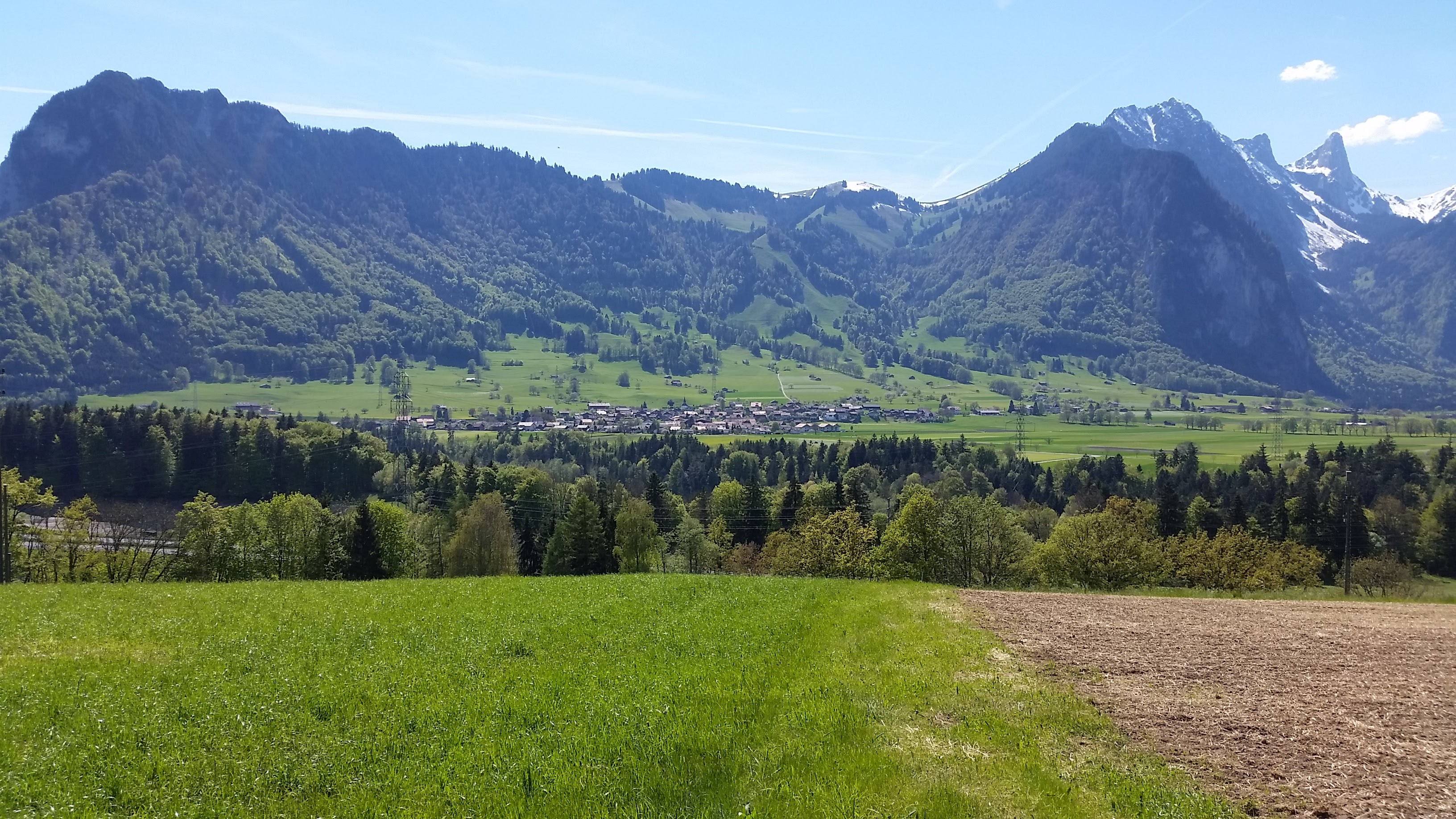
Das Dorf Reutigen am Fuss von Simmen- und Moosfluh

Reutigen liegt im Berner Oberland an der Kander. Auf dem Gemeindegebiet vereinigen sich der Feusibach und der Fluhbach zum Glütschbach. Die Nachbargemeinden von Norden beginnend im Uhrzeigersinn sind Stocken-Höfen, Spiez, Wimmis, Erlenbach im Simmental und Niederstocken.

## Politik

### Fusion mit Zwieselberg
Die Gemeindeversammlungen von Reutigen und Zwieselberg stimmten am 29. Juni 2023 einer Fusion der beiden Gemeinden zur Gemeinde Reutigen per 1. Januar 2024 zu. Dadurch wurde Zwieselberg zu einem Ortsteil von Reutigen.
Nach der Fusion mit Zwieselberg wurde Hanspeter Iseli (SVP) an der Gemeindeversammlung vom 8. Dezember 2023 zum Gemeindepräsidenten gewählt.

### Wahlverhalten
| Partei | 2015   | 2019   | 2023   |
| ------ | ------ | ------ | ------ |
| SVP    | 52,5 % | 49,4 % | 54,2 % |
| BDP    | 15,1 % | 12,4 % | –      |
| EDU    | 05,5 % | 06,7 % | 10,0 % |
| SP     | 05,9 % | 06,9 % | 08,6 % |
| Mitte  | –      | –      | 07,5 % |
| GPS    | 03,8 % | 07,1 % | 04,5 % |
| glp    | 04,0 % | 05,5 % | 04,5 % |
| FDP    | 03,8 % | 02,2 % | 03,8 % |
| EVP    | 05,6 % | 05,0 % | 03,1 % |
| DU     | n. a.  | 02,3 % | –      |

## Geschichte

Reutigen, Pfarrhaus und Kirche (1822)

Luftbild von Werner Friedli (1967)

Die erste urkundliche Nennung von Reutigen datiert aus dem Jahre 1300 als Rötingen. Bei der Einführung der Verwaltungskreise im Kanton Bern wechselte Reutigen, das zuvor zum Amtsbezirk Niedersimmental gehört hatte, in den Verwaltungskreis Thun. Zur Reinigung des Abwassers wurde die Gemeinde an die ARA Thunersee in der Uetendorfer Allmend angeschlossen.

## Sehenswürdigkeiten
- Reformierte Kirche[11]

## Persönlichkeiten
- Bruno Kernen (* 1972), ehemaliger Schweizer Skirennfahrer.